# Greenbrier (Hotel)
Greenbrier oder Greenbrier Resort ist ein Vier-Sterne-Hotel in der Stadt White Sulphur Springs im Greenbrier County im US-Bundesstaat West Virginia, das von 1961 bis 1991 eine streng geheime Regierungsbunkeranlage auf zwei Stockwerken verbarg. 26 US-Präsidenten und ausländische Staatsoberhäupter haben in der Präsidentensuite des Hotels übernachtet.

## Geschichte

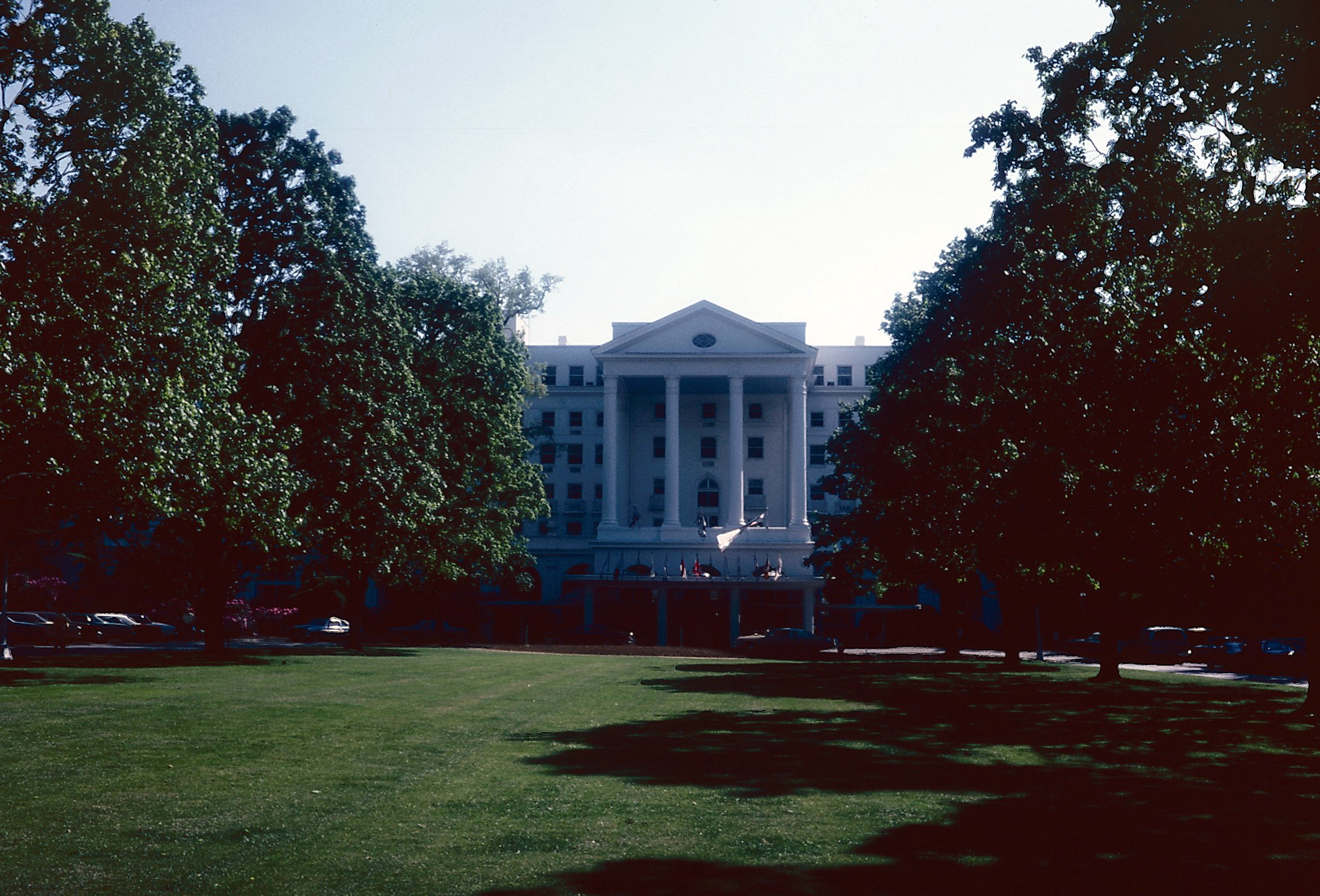
Greenbrier Hotel, Rückansicht mit Park

Das Resort-Hotel, an der Stelle einer seit 1778 benutzten Trinkquelle, wurde im Jahr 1913 im Neoklassischen Stil errichtet, der sich in den USA nach der „World’s Columbian Exposition“ entwickelte. Architekt war der in London geborene Frederick Sterner, der seinem deutschstämmigen Vater 1878 oder 1882 nach Amerika folgte. Das Hotel wurde nach dem Zweiten Weltkrieg von der Chesapeake and Ohio Railway und später von deren Nachfolgegesellschaft CSX Corporation erworben. Nach dem japanischen Angriff auf Pearl Harbor und der Kriegserklärung Deutschlands und Italiens wurden im Greenbrier ab Dezember 1941 deutsche und italienische Diplomaten und deren Familien interniert. Im Sommer 1942 wurden diese Personen mit der MS Gripsholm zu neutralen Häfen gebracht, dort gegen internierte Amerikaner ausgetauscht und schließlich repatriiert.
Das gesamte Resort Hotel wurde nach dem Zweiten Weltkrieg durch Dorothy Draper neu dekoriert. 1923 hatte sie die "Dorothy Draper & Company" gegründet, die erste Firma für Innenarchitektur in den Vereinigten Staaten. Ihr "Draper Touch" revolutionierte das Konzept des „Designs“, indem sie sich vom historischen Stil der „Periodenräume“ löste, der damals vorherrschend war. Sie erfand den „Modernen Barock“, einen Stil, der sich besonders auf große öffentliche Räume und moderne Architektur bezog und in den USA großes Aufsehen erregte. Die Umwandlung des Greenbrier dauerte 16 Monate, in denen 45.000 Meter Stoff, 15.000 Rollen Tapeten und 40.000 Gallonen Farbe verarbeitet wurden. Sie wandelte die 600 Gästezimmer und jeden öffentlichen Bereich für ein "Entgelt" von 4,2 Millionen Dollar um, zu dieser Zeit das höchste Honorar, das jemals an einen Designer vergeben wurde.

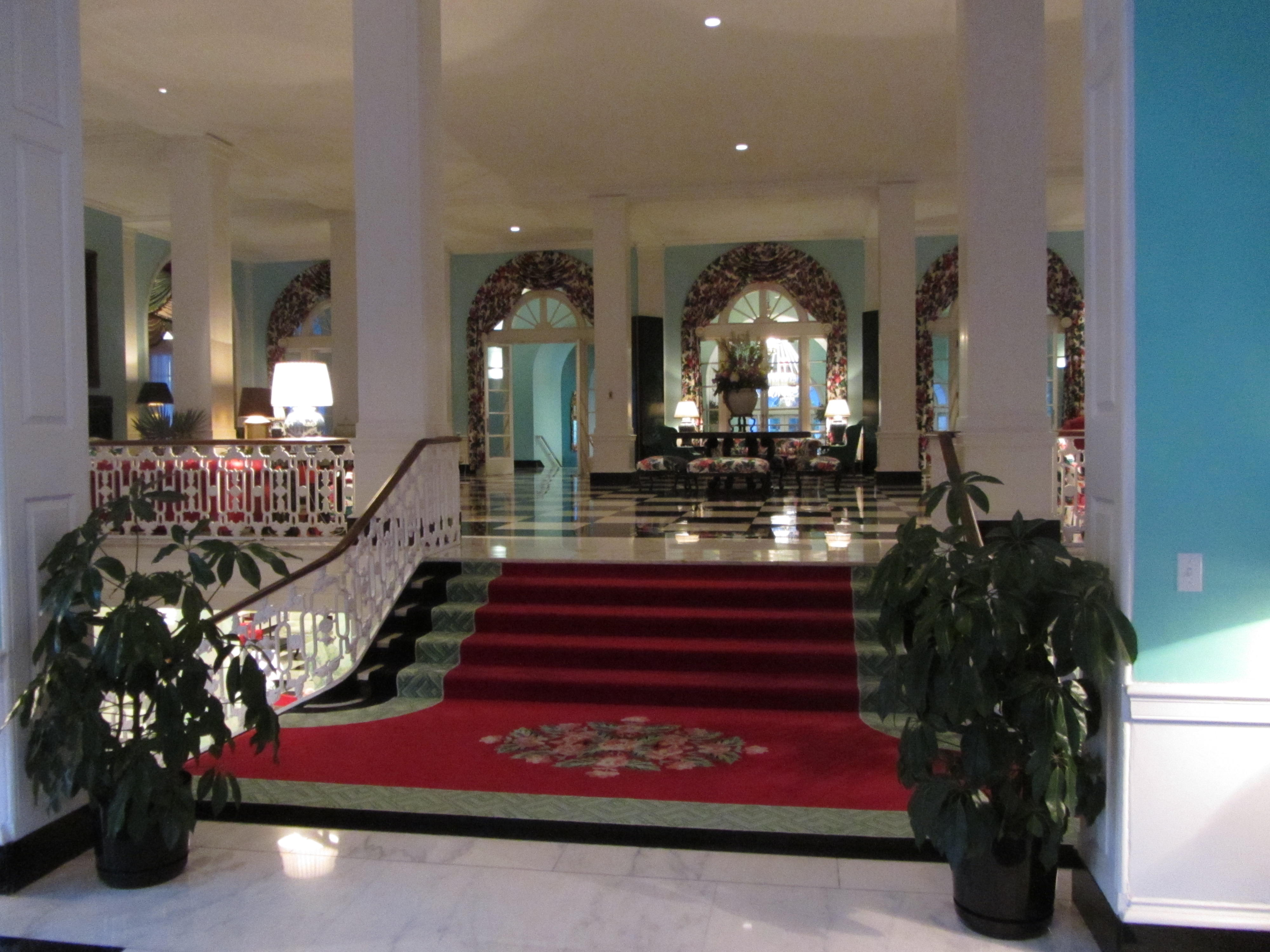
Greenbrier Hotel, Eingangshalle, 2011
Greenbrier Hotel, Flurzone, 2015
Greenbrier Hotel, Teil der Lobby, 2015
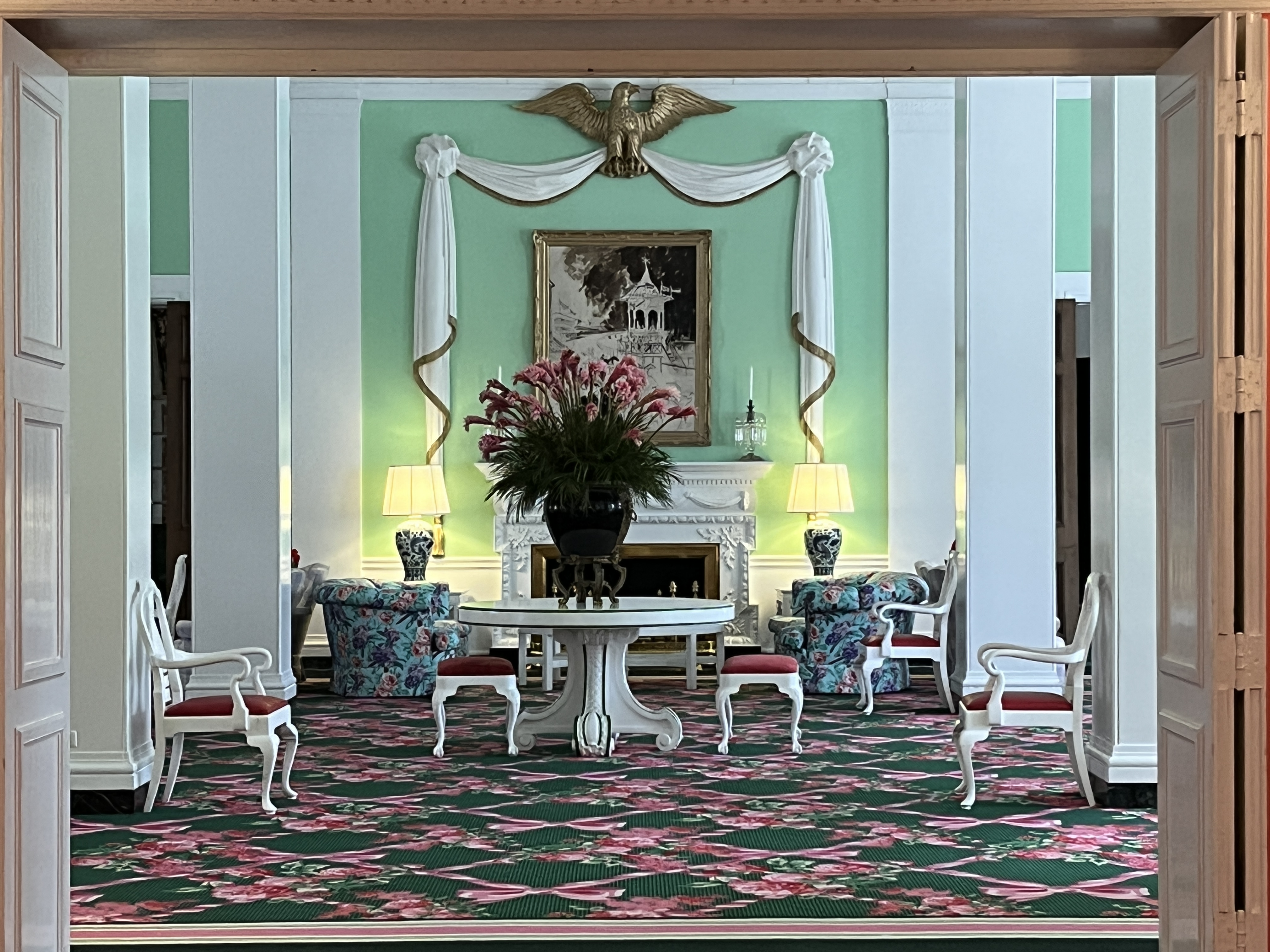
Greenbrier Hotel, Teil der Lobby, 2022
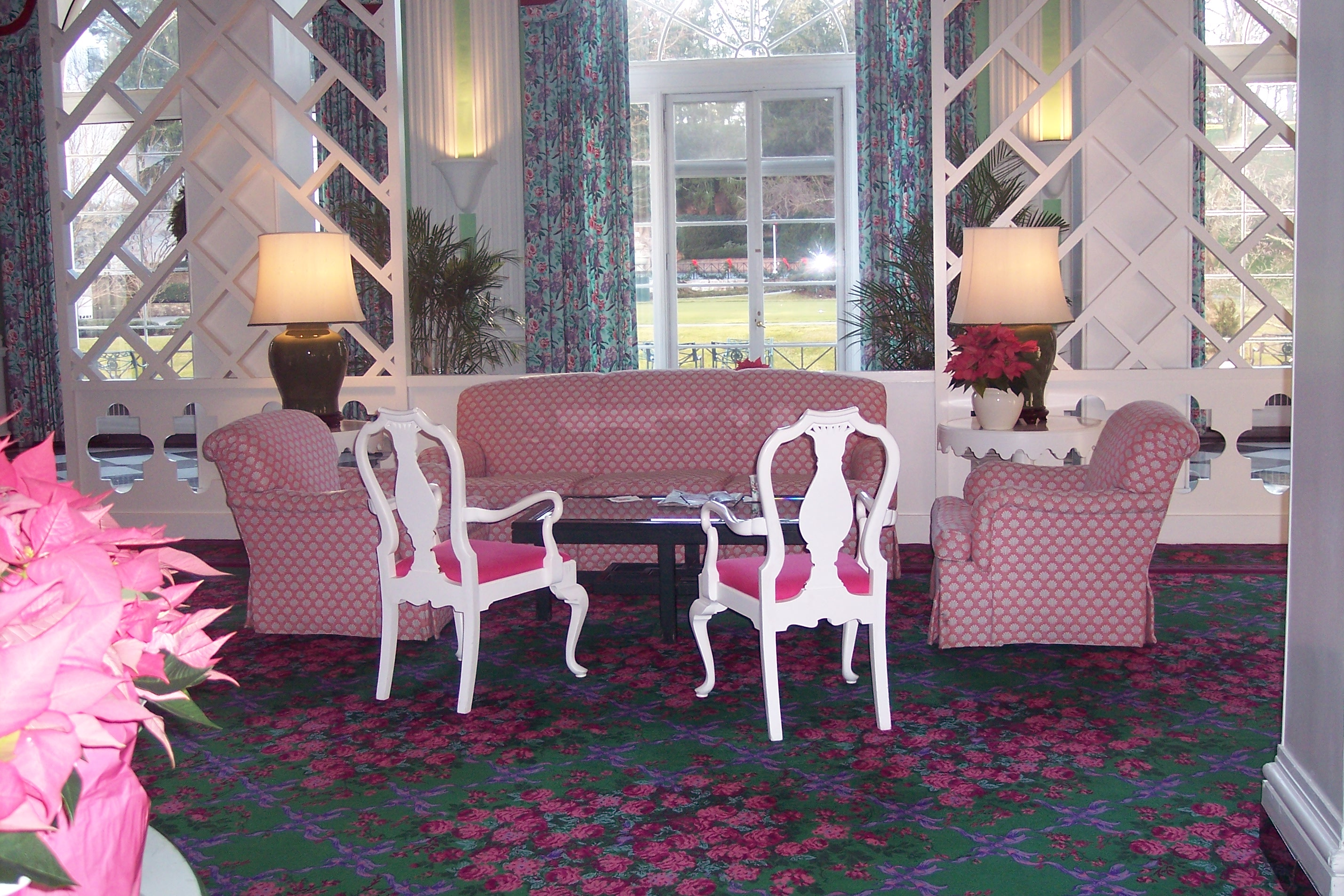
Greenbrier Hotel, Lounge, 2006
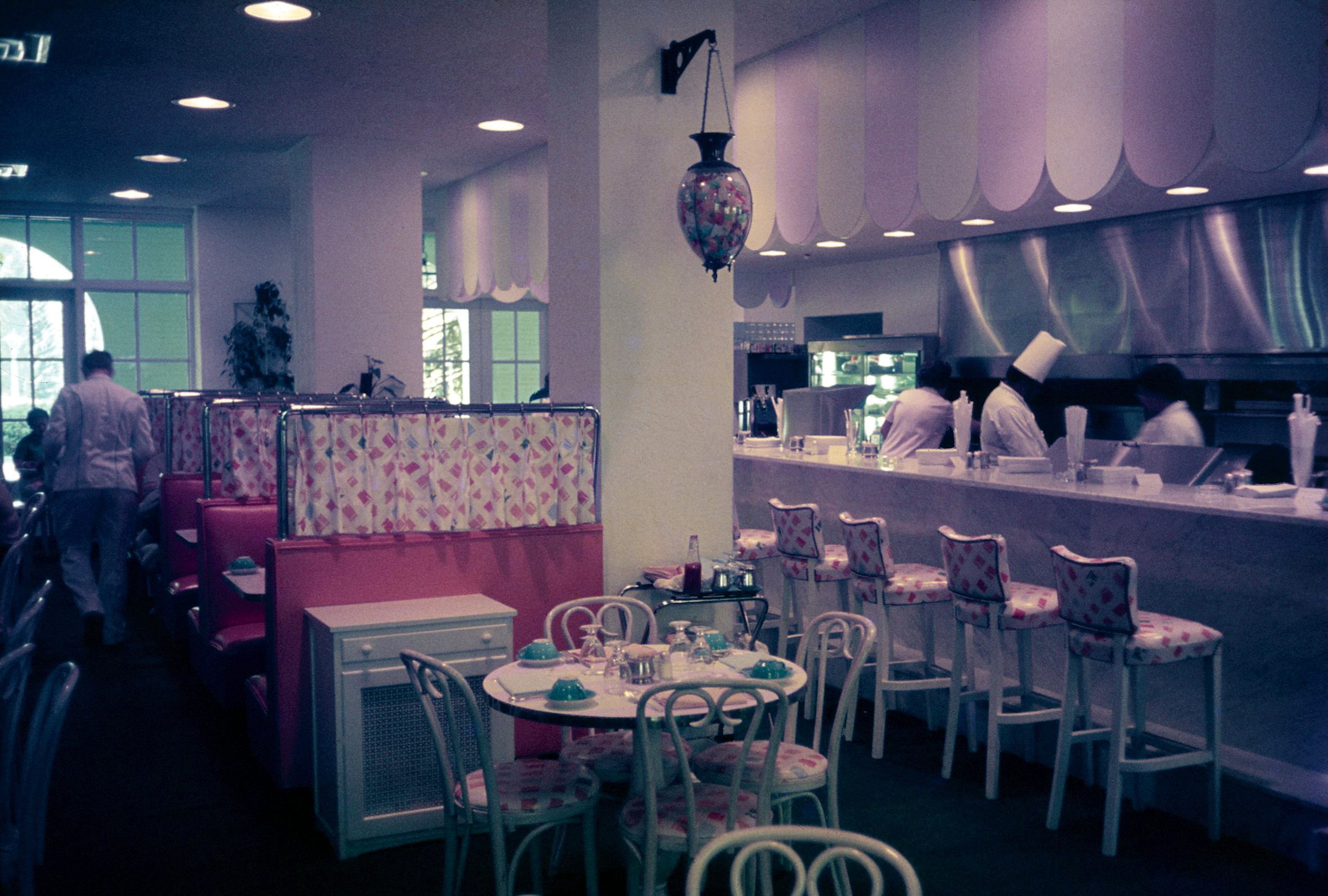
Greenbrier Hotel, Diner und Bar, 1981
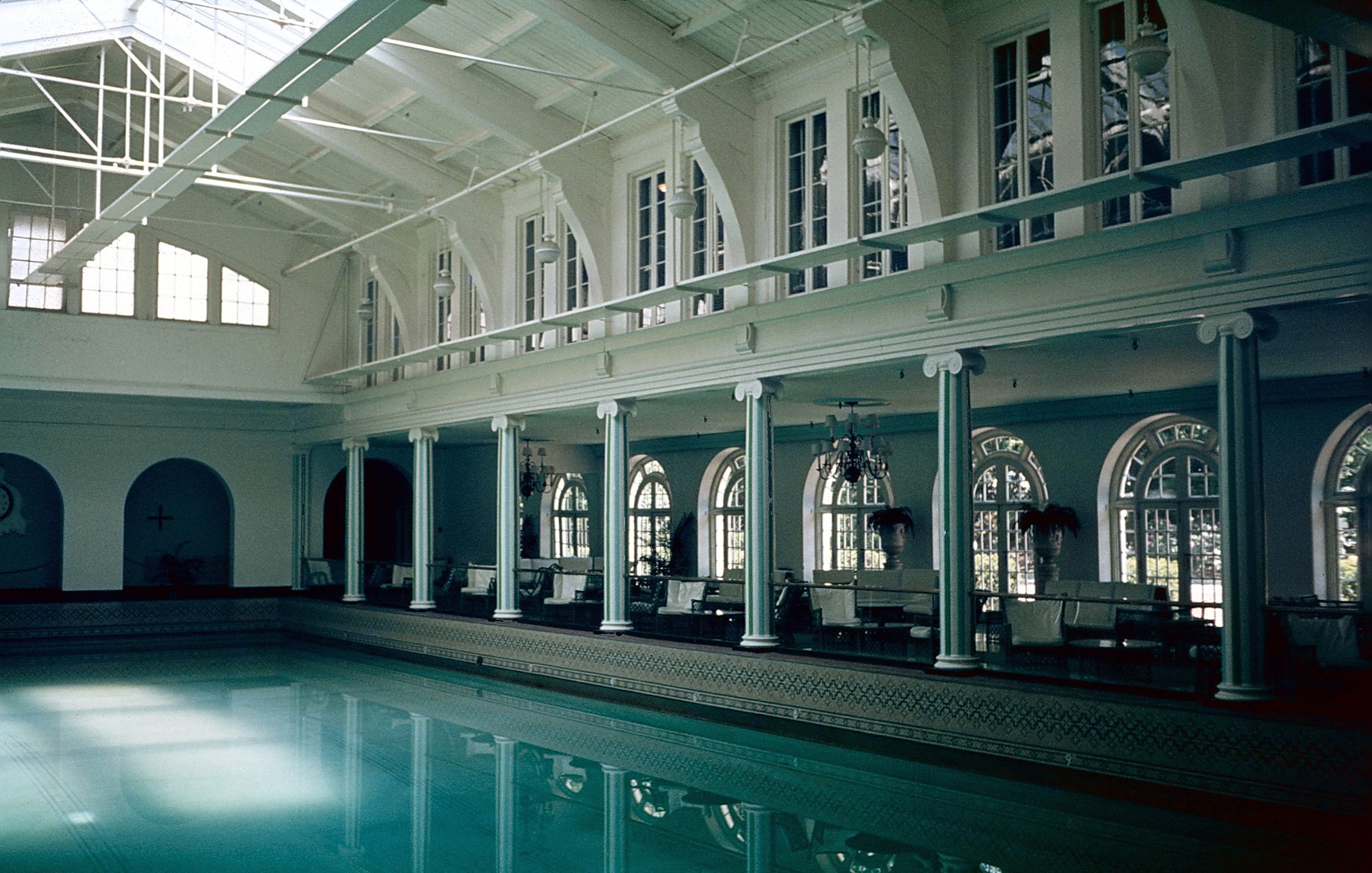
Greenbrier Hotel, Indoor Swimming Pool, 1981
Greenbrier Hotel, Indoor Swimming Pool, 2015

Die Räumlichkeiten, als "brilliant and colourful" empfunden, wurden in Teilen immer wieder mal neu gestaltet, bzw. umdekoriert, was am Beispiel des Indoor-Swimming Pools als wenig überzeugend angesehen werden darf. Der "Draperismus" schuf in der Zeit der Depression stylische und surreale "Stage Sets" die den Optimismus befördern sollten, nach heutiger Einschätzung aber an der Grenzlinie zum Kitsch verlaufen.
1959 wurden an das Hotel ein oberirdischer Gebäudetrakt und unterirdische Bunkeranlagen angebaut, die sich 6 bis 18 m tief unter dem Hotel befinden und sich über 220 m erstrecken. Sie sollten dem Kongress im Fall eines Atomkriegs als Rückzugsmöglichkeit dienen, Teile davon können heutzutage von Touristen besichtigt werden. Bis zum Jahr 2000 war das Greenbrier ein Fünf-Sterne-Hotel, wobei der fünfte Stern inzwischen durch den Mobil Travel Guide aberkannt und bisher noch nicht wiedererlangt wurde. 2009 wurde das insolvente Hotel an den Geschäftsmann Jim Justice verkauft.
Seit Oktober 1974 ist Greenbrier als Historic District in das National Register of Historic Places eingetragen. Im Juni 1990 erhielt das Hotel den Status eines National Historic Landmarks zuerkannt.

## Bunkerkomplex
Daten zum Bunkerkomplex:
- Fläche: 3.200 m²
- Räume: 153
- Personen: 1.100 (18 Unterkunftsbereiche à 60 Betten)
- 150.000 Liter Diesel
- 270.000 Liter Trinkwasser
- 400-Mann-Kantine, OP-Saal, Müllverbrennungsofen/Krematorium
- Kommunikationszentrum mit Telefonvermittlung und Fernsehstudio
- Bauzeit: 1958–1961
- Baukosten: ca. 10 Mio. US-Dollar
- Codename: Greek Island